# Pântecani, Brăila
Pântecani este un sat în comuna Galbenu din județul Brăila, Muntenia, România.